# Lotniczy karabin maszynowy Typ 92
Lotniczy karabin maszynowy Typ 92 (jap. 九二式七粍七機銃, Kyūni-shiki nana-miri-nana kijū) – japoński lotniczy karabin maszynowy kalibru 7,7 mm z okresu II wojny światowej używany w samolotach Japońskiej Cesarskiej Marynarki Wojennej.  Karabin był niewiele zmodyfikowaną kopią brytyjskiego Lewisa.

## Nazwa
Oznaczenie karabinu, Typ 92, oznacza rok wprowadzenia go do służby według kalendarza japońskiego (Kōki 2592) czyli 1932 według kalendarza gregoriańskiego.

## Historia
Karabin, będący bliską kopią brytyjskiego Lewisa, był używany na stanowiskach obronnych wielu japońskich samolotów w czasie wojny chińsko-japońskiej i w początkowym okresie wojny na Pacyfiku.
Początkowo karabin był importowany do Japonii z Wielkiej Brytanii, ale w późniejszym czasie rozpoczęto jego licencyjną produkcję w Japonii.  Według oficjalnych dokumentów Marynarki, w momencie zakończenia wojny produkowany był w wersji KAI 1 (modyfikacja/odmiana), a więc nie był on w poważny sposób modyfikowany w czasie jego służby i produkcji.  Podobnie jak inne uzbrojenie produkowane dla Japońskiej Marynarki, karabiny Typ 92 były kryte powłoką z zielonkawo-szarego fosforanu cynku i malowane odpornym na wodę morską czarnym, matowym lakierem.
Karabin używał magazynków talerzowych z 47 lub 97 nabojami.
W późniejszym okresie wojny karabin jako nieodpowiadający realiom nowoczesnej wojny był w dużej mierze zastąpiony innymi karabinami maszynowymi, Typ 1 i Typ 2, oraz działkiem Typ 99.
Karabin używany był w takich samolotach jak:
- Aichi D1A
- Aichi D3A
- Kawanishi E7K2
- Kyūshū Q1W
- Mitsubishi F1M2
- Mitsubishi G3M
- Mitsubishi G4M
- Nakajima B5N
- Yokosuka B4Y